# ホンダ・S型エンジン
ホンダ・S型エンジン（ホンダ・Sがたエンジン）は、本田技研工業で製造されている軽自動車用直列3気筒ガソリンエンジンである。

## 機構

### 第1世代
- S07A

従来のE型エンジンおよびP型エンジンの後継として登場した。ボアストローク比はE型・P型のショートストロークからロングストロークに改められ、低回転域のトルク強化を図り、街乗りでの扱いやすさを重視した。これによりボアピッチはP型エンジンよりも短縮されており、エンジン単体重量で約15%軽量化されている。また、搭載する車体のエンジンルームを小さくするために、衝突時にエンジンの補機が潰れ衝撃を吸収する構造や、隙間に入り込む形になっている。
なお、高圧縮化により低回転域の燃焼効率を優先したことから、特に高回転域で著しく効率が悪くなっている。
動弁機構には、ホンダの製造する軽自動車用エンジンではT360（1963年）に搭載されたAK型エンジン以来となるDOHCを採用し、吸・排気バルブはそれぞれ2個ずつで、タイミングチェーンで駆動されるカムシャフトにより、スイングアームを介し開閉される。吸気カムシャフトには連続可変バルブタイミング・コントロール機構（VTC）が装着され、吸気効率向上が図られている。さらに、同社 V6エンジンと同じ構造のラッシュアジャスター（ハイドロリックアジャスター）も採用されており、静粛性向上やメンテナンスフリー化も図られている。
あわせて、E型エンジンに対して最大出力が大きく低下したことから、これにあわせた部品強度とすることで軽量化を行いフリクションロスを低減させている。
自然吸気（NA）仕様の燃焼効率向上のために同社製軽自動車用エンジンとして初となるツインインジェクションやナトリウム封入バルブを採用することにより圧縮比を11.8に引き上げ、ウォーターパッセージに一体化された大流量EGRシステムによりポンピングロスを低減した仕様が、N-WGNより採用された。
2014年までに各車両カテゴリーで燃費No.1を目指し、2020年までにCO2排出量を2000年比で30%の低減を目指すために投入される次世代革新技術を、ホンダでは「EARTH DREAMS TECHNOLOGY」と称し、S型およびそれを搭載するN-BOXに初めて採用された。

### 第2世代
- S07B

S07Aのボア×ストロークが64.0mm×68.2mmだったのに対し60.0mm×77.6mmと大きくロングストローク化している。その他、様々な改良や新機軸が取り入れられている。自然吸気には可変バルブタイミング・リフト機構+連続可変バルブタイミング・コントロール機構のi-VTEC、ターボには電動ウェイストゲートバルブが採用されたが、ともに軽自動車としては初となる。また吸排気バルブの傘裏を鏡面化しており、こちらは世界初としている。
N-VANに搭載されるS07B自然吸気エンジンには例外的にi-VTECが採用されておらず、同じS07B自然吸気エンジンを搭載するN-BOX（JF3/JF4/JF5/JF6）、N-WGN（JH3/JH4）、N-ONE（JG3/JG4）と比較して最高出力や最大トルクが若干低い。

## 歴史
- 2011年11月30日発表（12月16日発売）のN-BOXに、660ccのS07A（自然吸気およびターボ）が初めて採用された。
- 2013年11月20日発表（11月22日発売）のN-WGNに、ホンダの軽自動車用エンジンでは初の採用となるツインインジェクションを採用したS07Aが搭載された。
- 2017年8月31日発表（9月1日発売）の2代目N-BOXに新型となるS07B（自然吸気およびターボ）が搭載された。

## バリエーション

### 現在

#### S07B
NA（VTEC仕様）
- 弁機構：DOHC i-VTEC チェーン駆動 吸気2 排気2
- 排気量：658cc
- 内径×行程：60.0mm×77.6mm
- 圧縮比：12.0
- 燃料供給装置形式：電子制御燃料噴射式（PGM-FI）
- 参考スペック（JF5 N-BOX）
  - 最高出力：43 kW (58 PS)/7,300 rpm
  - 最大トルク：65 N·m (6.6 kgf·m)/4,800 rpm
- N-BOX（JF5/6）
- N-WGN（JH3/4）
- N-ONE（JG3/4）

NA（VTECレス仕様）
- 弁機構：DOHC チェーン駆動 吸気2 排気2
- 排気量：658cc
- 内径×行程：60.0mm×77.6mm
- 圧縮比：12.0
- 燃料供給装置形式：電子制御燃料噴射式（PGM-FI）
- 参考スペック（JJ1 N-VAN）
  - 最高出力：39 kW (53 PS)/6,800 rpm
  - 最大トルク：64 N·m (6.5 kgf·m)/4,800 rpm
- N-VAN（JJ1/2）

ターボ
- 弁機構：DOHC チェーン駆動 吸気2 排気2
- 排気量：658cc
- 内径×行程：60.0mm×77.6mm
- 圧縮比：9.8
- 燃料供給装置形式：電子制御燃料噴射式（PGM-FI） 
  - 参考スペック（JF5 N-BOX）
  - 最高出力：47 kW (64 PS)/6,000 rpm
  - 最大トルク：104 N·m (10.6 kgf·m)/2,600 rpm
- N-BOX（JF5/6）
- N-VAN（JJ1/2）
- N-WGN（JH3/4）
- N-ONE（JG3/4）

### 過去

#### S07A
NA

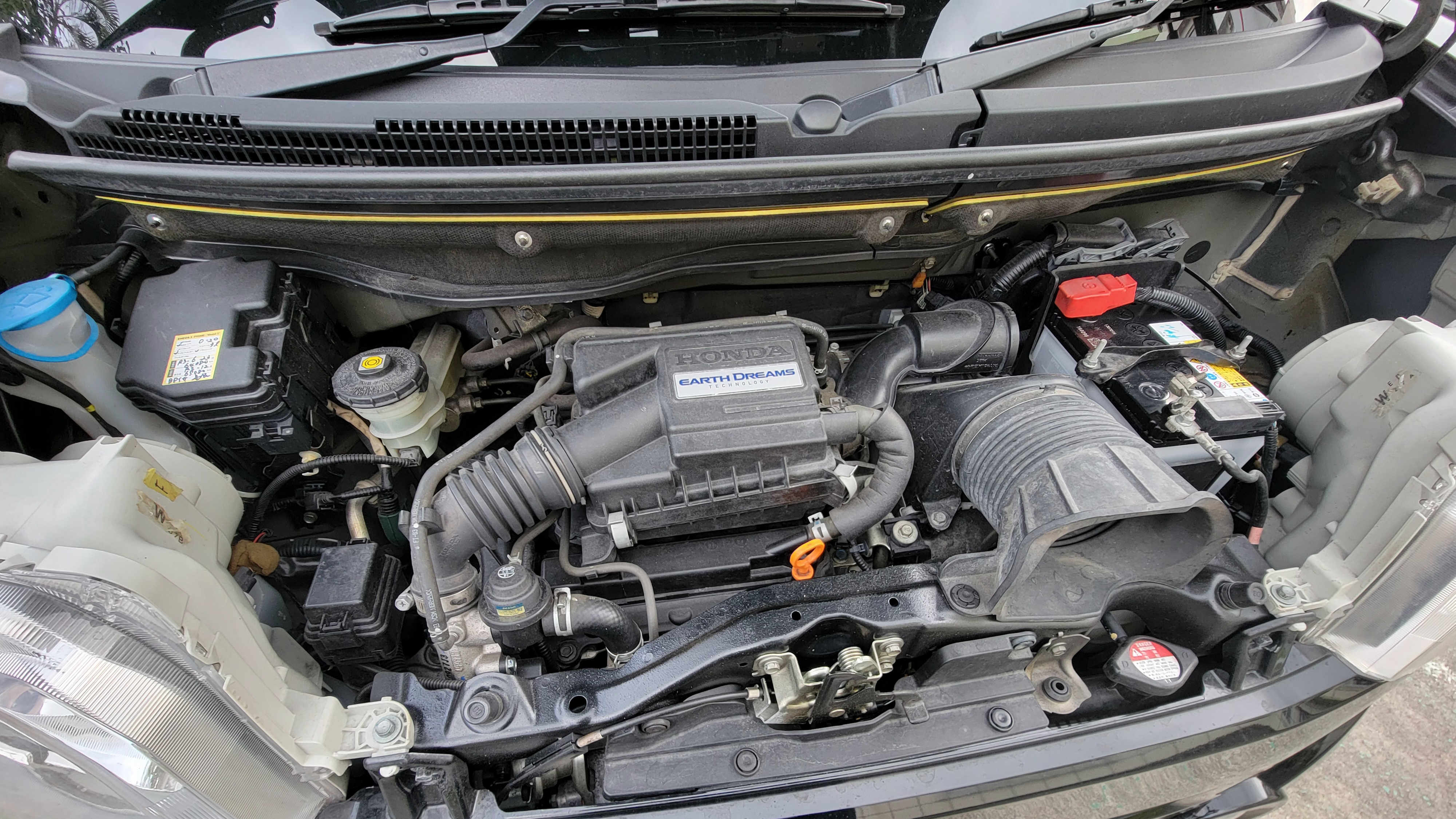
NBOX SLASH S07Aターボ　エンジンルーム

- 弁機構：DOHC チェーン駆動 吸気2 排気2
- 排気量：658cc
- 内径×行程：64.0mm×68.2mm
- 圧縮比：11.8
- 燃料供給装置形式：電子制御燃料噴射式（PGM-FI）
- 参考スペック（JF1 N-BOX）
  - 最高出力：43kW(58PS)/7,300rpm
  - 最大トルク：65N·m(6.6kg·m)/4,700rpm

ターボ
- 弁機構：DOHC チェーン駆動 吸気2 排気2
- 排気量：658cc
- 内径×行程：64.0mm×68.2mm
- 圧縮比：9.2
- 燃料供給装置形式：電子制御燃料噴射式（PGM-FI）
- 参考スペック（JW5 S660）
  - 最高出力：47kW(64PS)/6,000rpm
  - 最大トルク：104N·m(10.6kg·m)/2,600rpm

## 過去の搭載車種

### S07A
- N-BOX（JF1/2）
- N-BOX+（JF1/2）
- N-BOX SLASH（JF1/2）
- N-ONE（JG1/2）
- N-WGN（JH1/2）
- S660（JW5）

### S07B
- N-BOX (JF3/4)